# Driekoningenkerk (Dresden)
De Driekoningenkerk (Duits: Dreikönigskirche) is een kerkgebouw in de Innere Neustadt, een Stadtteil van Dresden. Na de grote verwoestingen in de Tweede Wereldoorlog werd de Driekoningenkerk pas in de late jaren 1980 hersteld. In de jaren 1990 tot 1993 diende de kerk als zetel van de Saksische Landdag. Het kerkgebouw valt, net als de voor de kerk staande Rebecca-fontein, onder het beschermde erfgoed van de stad Dresden.

## Voorgeschiedenis

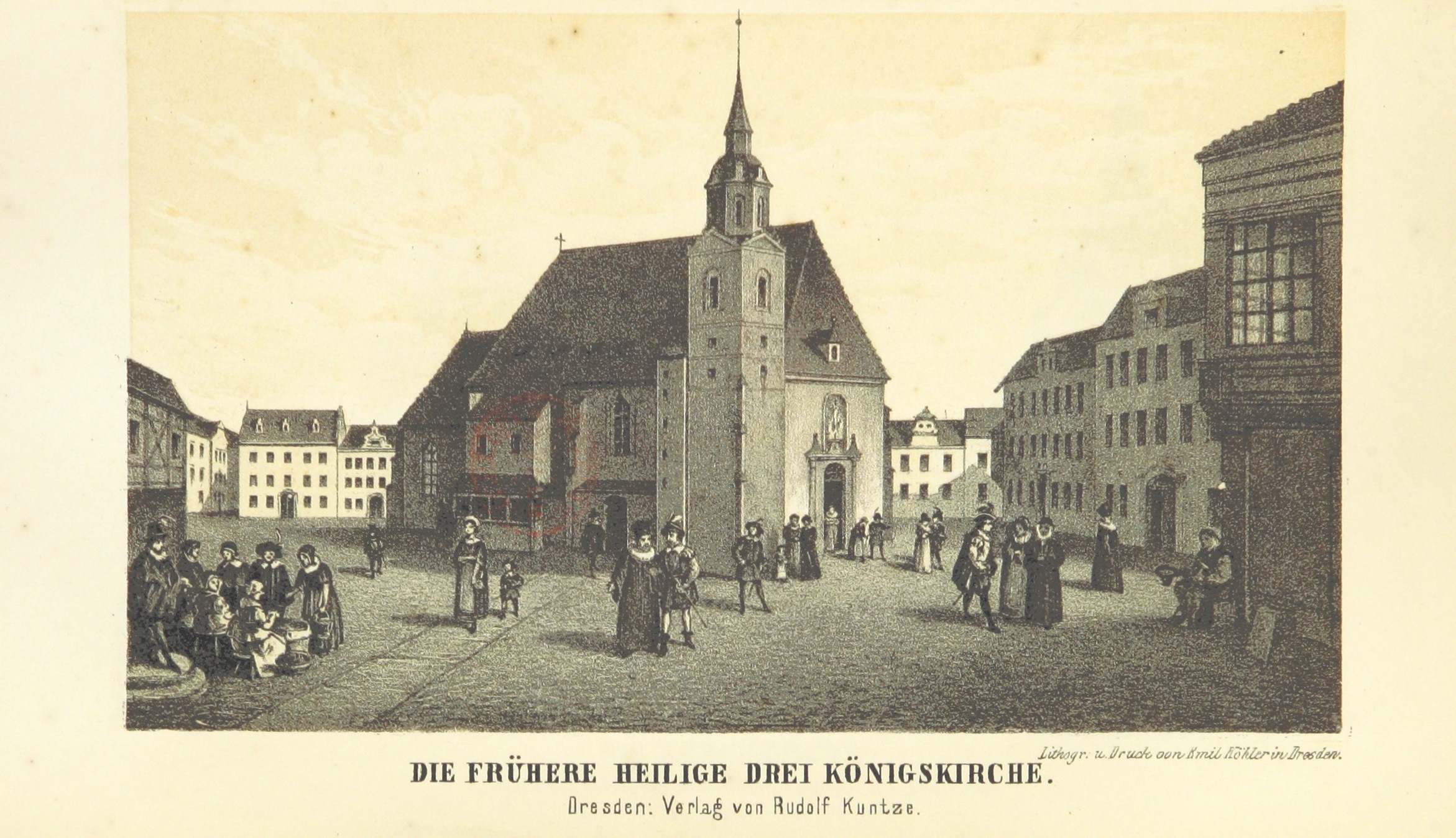
De oude Driekoningenkerk

Waarschijnlijk werd in 1404 voor het eerst een kerk gebouwd in de destijds zelfstandige stad Altendresden, van waaruit later het stadsdeel Neustadt voortkwam. Het betrof een gotisch kerkgebouw met twee spitsvormige dakruiters, dat circa 200 meter ten zuiden van de huidige kerk stond in de buurt van de Markt, het toenmalige centrum van Altendresden. De kerk werd vernoemd naar de heilige Driekoningen en al in 1429 door de hussieten verwoest. Een snelle herbouw volgde.
De grote stadsbrand in Altendresdnen van 1685 verwoestte opnieuw de Driekoningenkerk en al drie jaar later werd nu een nieuwe, drieschepige kerk in gebruik genomen. Omdat Altendresden echter volgens de plannen van August II de Sterke  zou worden gereconstrueerd tot een barokke koningsstad, liet de keurvorst in de jaren 1731/1732 de kerk samen met veel meer gebouwen afbreken, omdat het in de weg stond voor een geplande centrale boulevard (de huidige Hauptstraße).

## Geschiedenis
Daarna volgde tussen 1732 en 1739 de nieuwbouw van de huidige Driekoningenkerk naar de tekeningen van Matthäus Daniel Pöppelmann, iets ten noorden van de oorspronkelijke kerk en op de plaats waar zich vroeger het kerkhof bevond, dat voor de bouw van de nieuwe kerk nu werd verplaatst. Het inrichten van de kerk werd toevertrouwd aan George Bähr, de bouwer van de Dresdner Onze-Lieve-Vrouwekerk en na de dood van Pöppelmans leidde Bähr an 1734 de bouw alleen. Op 28 september 1739 werd de kerk door superintendent Valentin Ernst Löscher met een eredienst plechtig ingewijd.

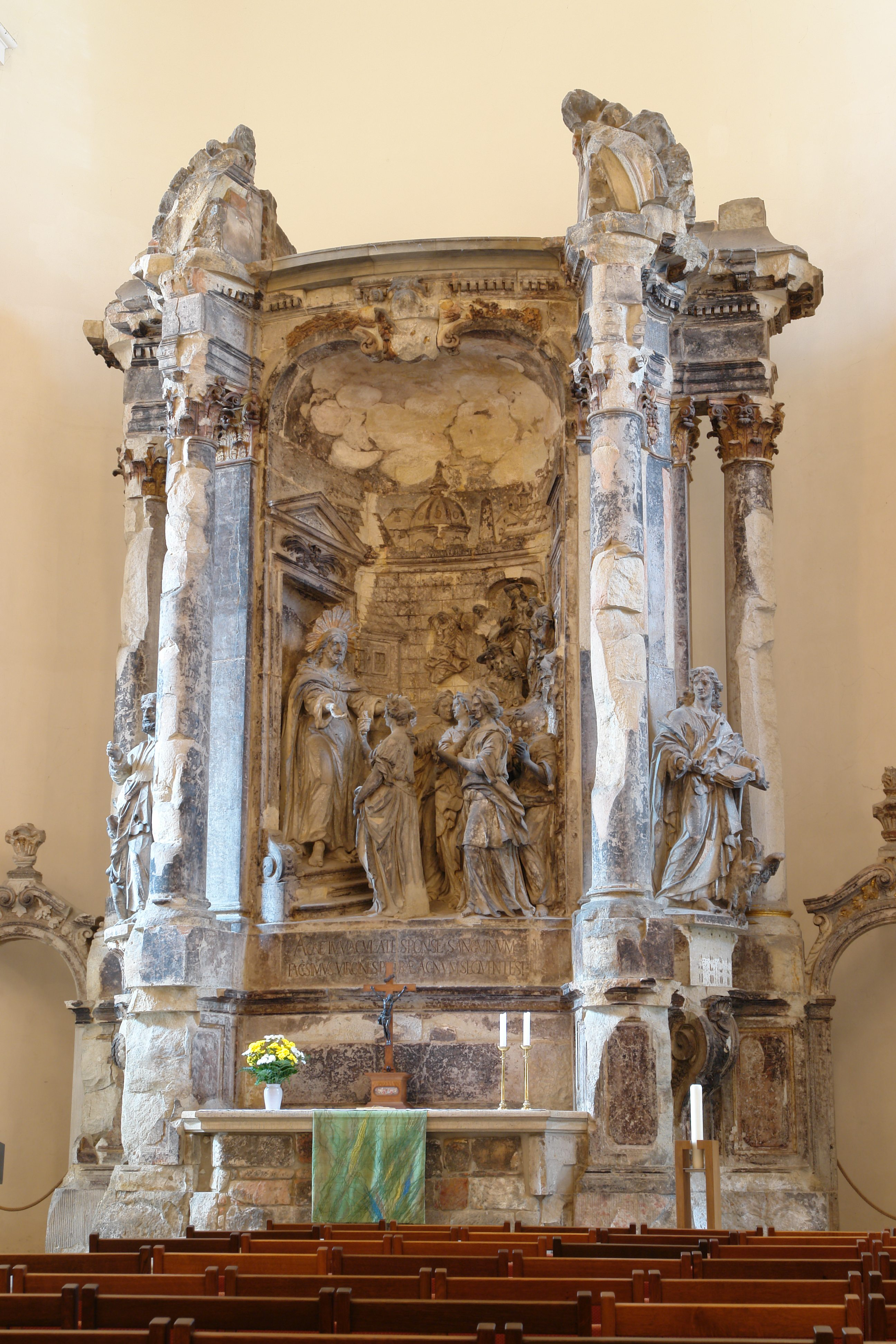
Het altaar

De beeldhouwer Johann Benjamin Thomae schiep voor de kerk het waardevolle zandstenen altaar met een voorstelling van de dwaze en de wijze maagden die voor Jezus verschijnen en de flankerende beelden van de evangelisten Johannes en Mattheüs. Tegen de kerkelijke traditie in bevindt het altaar zich niet aan de oostelijke, maar aan de westelijke kant. Het portaal in de oostelijke gevel stamt nog van de voorgangerkerk en is een werk van Johann Friedrich Jentzschs uit het jaar 1712.
Het kerkgebouw bestaat uit een hoofd- en een dwarsschip met orgel- en zijgalerijen. De sokkel werd van rechthoekige blokken gebouwd en de gevels zijn voorzien van hoge ramen en pilasters. Zacharias Hildebrandt bouwde in 1757 voor de Driekoningenkerk zijn laatste orgel, het bezat 38 registers en werd in 1945 vernietigd.

## 19e eeuw
De toren is een toevoeging uit de jaren 1854-1857 naar een ontwerp van Karl Moritz Haenel en Frommherz Lobegott Marx. De 87,5 meter hoge toren van zandsteen wordt van buiten met meerdere beelden waaronder de vier evangelisten en de heilige Driekoningen versierd en is het hele jaar door te beklimmen. De bouw vond in neobarokke stijl plaats om zo goed aan te sluiten bij de bestaande barokke bouw. Ongeveer tegelijkertijd werd op het westelijke voorplein voor de nieuwe toren een fontein geplaatst. In de 19e eeuw verving men ook het oude zadeldak van de kerk door een reeds door George Bähr gepland mansardedak. Ook werd een galerij verwijderd. In de jaren 1933-1934 werd de Driekoningenkerk onder leiding van de Dresdner architect gerenoveerd met als doel de oorspronkelijke barokke uitstraling van de kerk te herstellen.

## Verwoesting en herbouw
Tijdens de luchtaanvallen op Dresden in de Tweede Wereldoorlog brandde de kerk volledig uit en stortte grotendeels in. De buitenmuren en de toren bleven daarentegen staan. Na de oorlog werd het puin verwijderd en in de toren en kapel ingericht voor de viering van de eredienst. Ondanks bezwaren werden er zelfs plannen gemaakt om de resten van de kerk te slopen, om van de Hauptstraße een socialistische boulevard te kunnen maken. Het kwam er echter niet van. In 1977 viel het definitieve besluite om de verwoeste kerk te herbouwen. Met de steun van een speciaal bouwprogramma van de Evangelische Kerk in Duitsland volgde op 31 oktober 1984 het begin van het herstel van de ruïne. Het oorspronkelijke exterieur van de kerk werd voor een belangrijk deel gerenoveerd respectievelijk gereconstrueerd. Het interieur daarentegen werd geheel anders ontworpen. Voor de eredienst staat tegenwoordig slechts een derde van de oorspronkelijke ruimte ter beschikking. Het zwaar beschadigde altaar kreeg bovendien weer een plaats in de kerk, maar werd in beschadigde staat opgesteld als waarschuwing tegen de oorlog. De kerk werd op 9 september 1990 weer ingewijd en in 1991 ten slotte voltooid.

## Dodendans van Dresden
Toen de herbouw zijn voltooiing vond kreeg in 1990 de Dodendans van Dresden (Dresdner Totentanz), een belangrijk kunstwerk uit de renaissance, tegenover het altaar onder de orgelgalerij zijn plaats. Het betreft een stenen reliëf dat in 1534 door de beeldhouwer Christoph Walther I werd gemaakt. Het bevat 27 figuren (24 levenden en 3 doden) in vier groepen en het is 12,50 meter lang en 1,20 meter hoog. Het reliëf bevond zich vroeg als een muurfries aan de gevel van de Georgepoort (Georgentor), het oorspronkelijke poortgebouw bij de brug over de Elbe, maar raakte in 1701 tijdens de grote brand van het residentieslot beschadigd. Na een restauratie kreeg de Dodendans van Dresden een plaats op het kerkhof, de plaats waar de laatste Driekoningenkerk werd gebouwd. Toen in de jaren 1980 de kerk uit haar as verrees, besloot men om het kunstwerk op een prominente plek in de herbouwde kerk te tonen, daar, waar het zich voor 1732 eerder had bevonden.

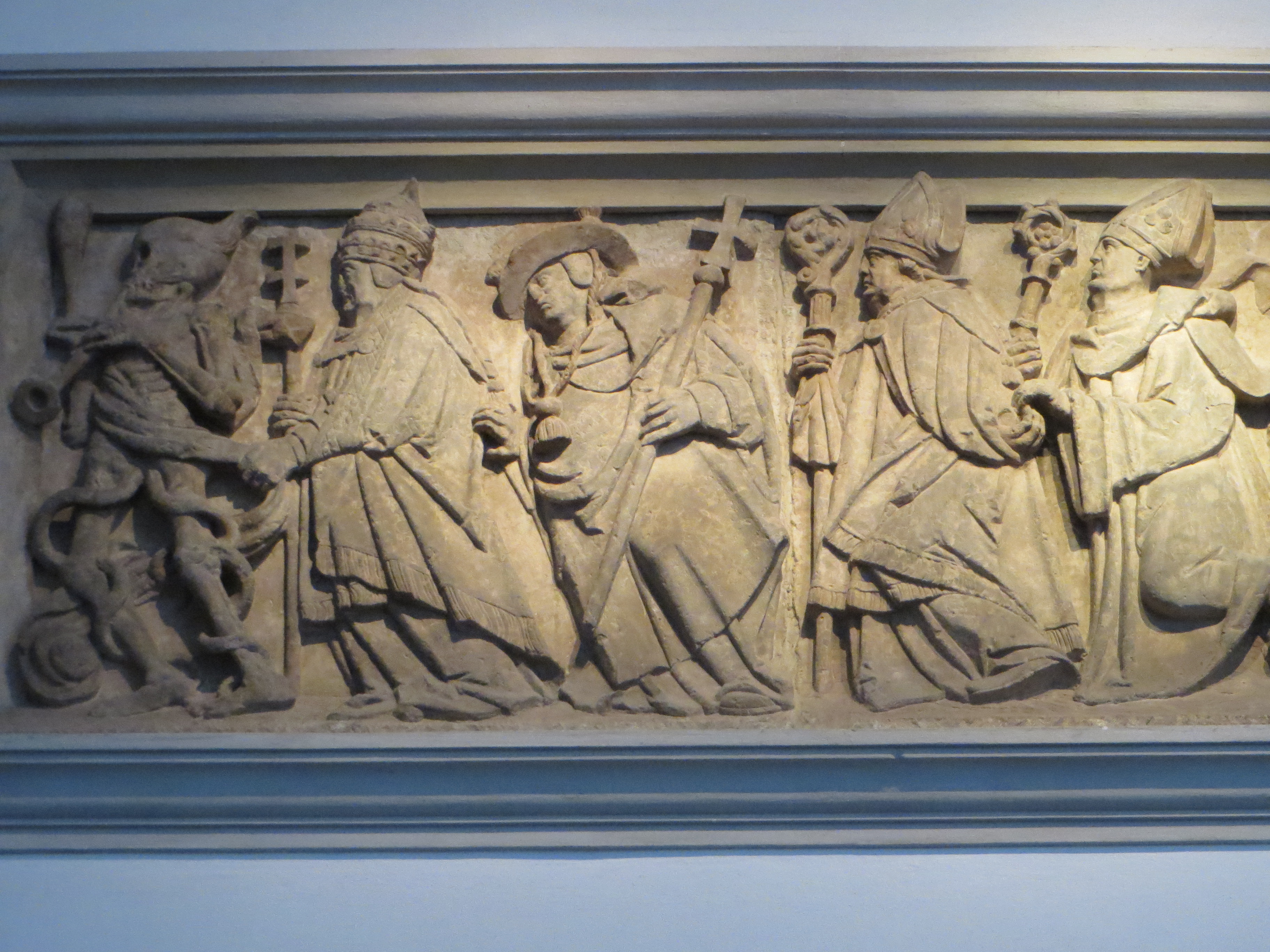
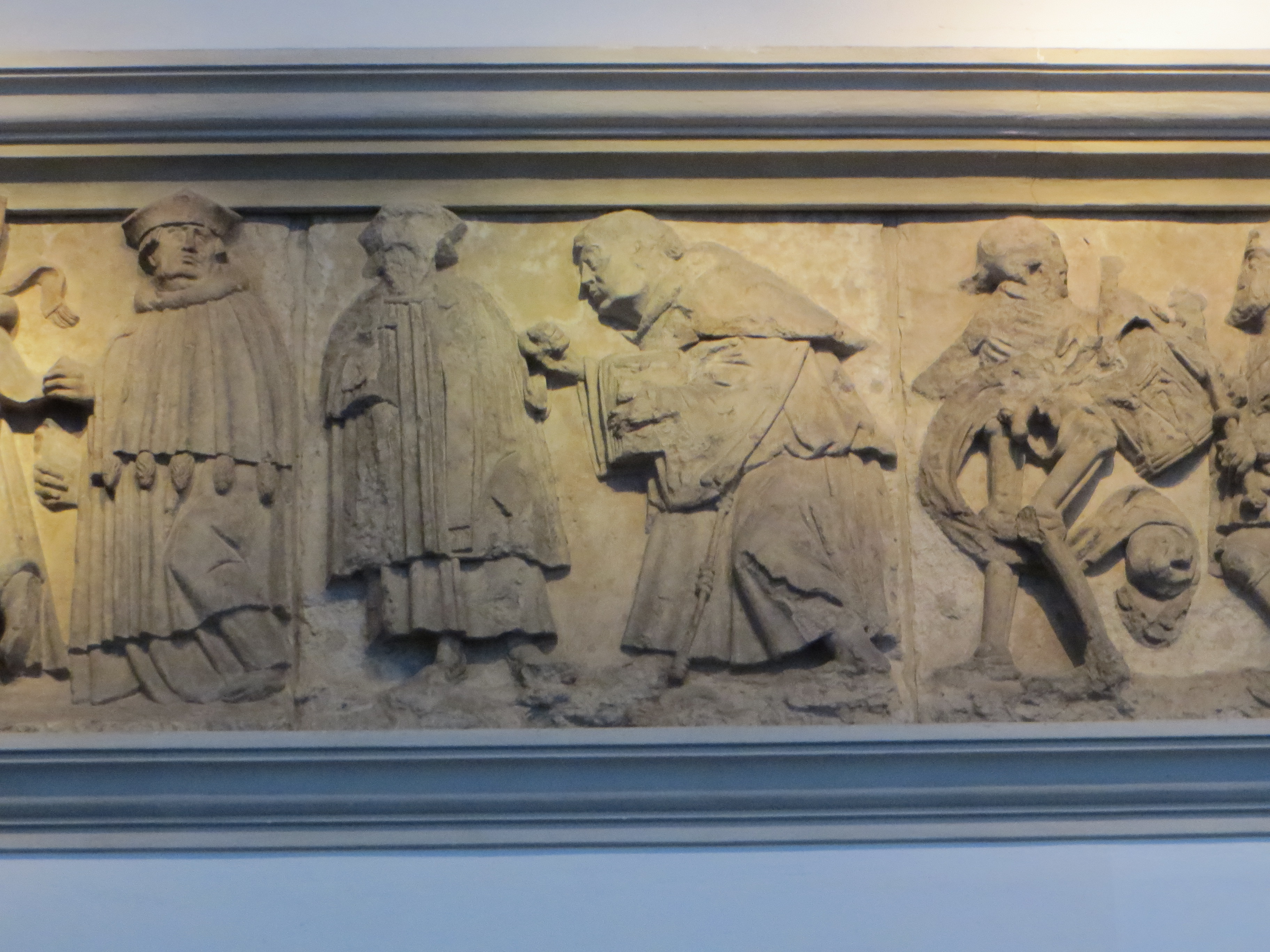
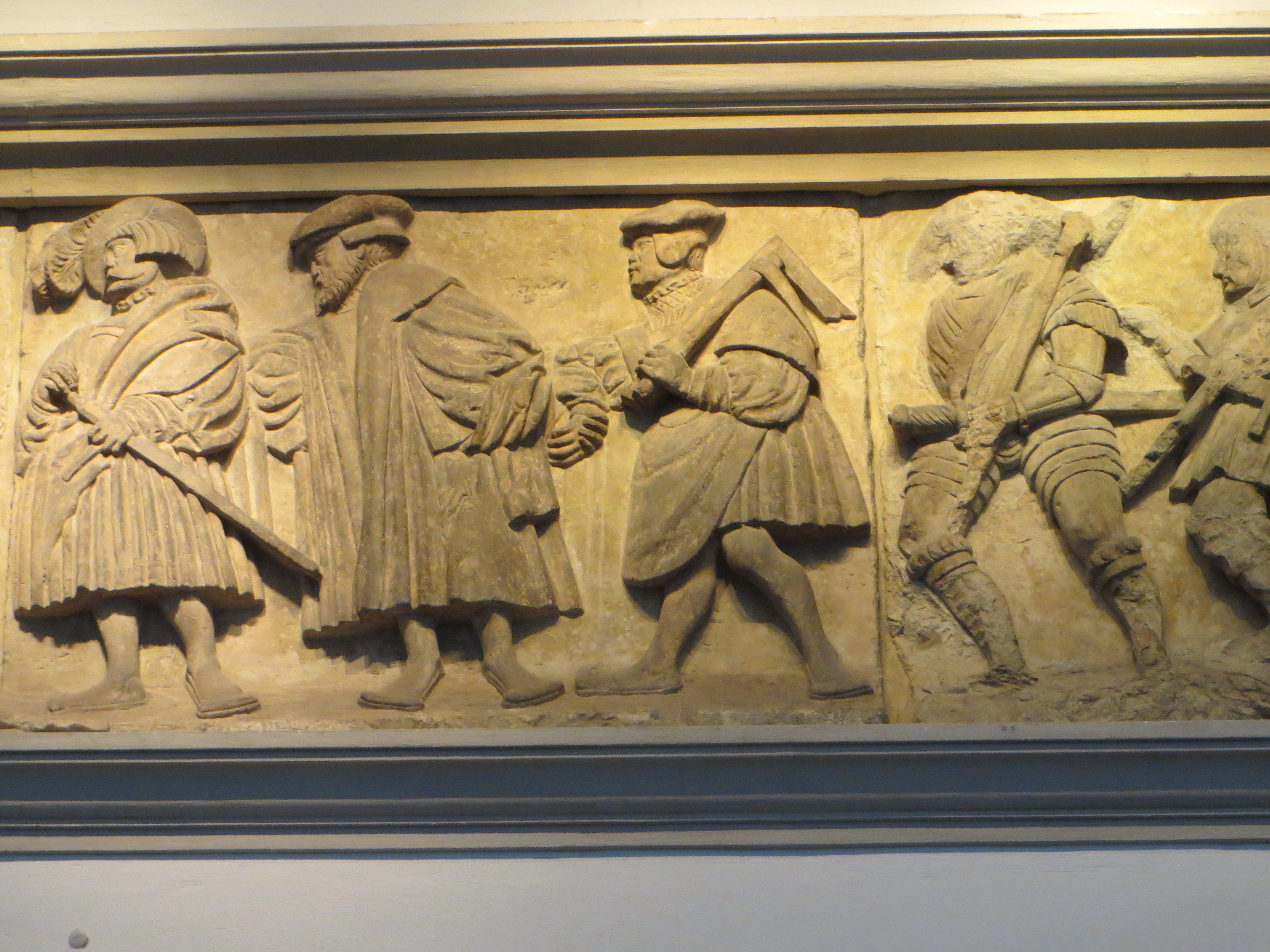